# Mona Rudao
Mona Rudao (chinois : 莫那·鲁道 ; pinyin : mònà lǔdào, ou encore, Mona Rudo, né le 21 mai 1880, décédé le 5 novembre 1930) était le fils d’un chef de tribu Seedeq. En 1911, il fit une visite au Japon. Il succéda à son père en tant que chef du village de Mehebu (馬赫坡社) et devint l’un des chefs les plus influents de la région de  Baran (霧社, wùshè).
Il est surtout connu pour avoir mené en 1930 dans le comté de Nantou la révolte de Wushe (霧社事件) contre les autorités japonaises. Il finit par se donner la mort lors de cette révolte pour éviter que les Japonais ne le capturent vivant. 
Ses restes furent retrouvés en 1933 et emmenés au département d'archéologie de l'Université impériale où ils furent exhibés. Après le retour de l'île à la République de Chine, ils furent remisés dans un entrepôt de l'université, et ce n’est qu'en 1974 qu'ils furent enterrés au Parc commémoratif de Wushe (霧社事件紀念公園, Wùshè Shìjiàn Jìniàn Gōngyuán) à Ren'ai, comté de Nantou.  
Longtemps, la révolte de Wushe ainsi que Mona Rudao furent récupérés par les autorités de Taiwan à des fins de propagande comme exemples de la résistance aux Japonais. En effet, bien que Mona Rudao ne se soit pas battu contre les Japonais pour défendre une quelconque intégrité de Taïwan ou de la Chine, mais seulement pour défendre son peuple et sa culture, il est considéré comme un héros national.
Il est le héros du film Seediq Bale, adapté de la BD taïwanaise éponyme